# Episodi di Unfabulous (prima stagione)
La prima stagione della serie televisiva Unfabulous , composta da 13 episodi, è stata trasmessa in prima visione negli Stati Uniti d'America dall'emittente Nickelodeon dal 12 settembre 2004 al 6 marzo 2005.
In Italia, la stagione è stata trasmessa su Nickelodeon dal 30 settembre 2005.
| nº | Titolo originale   | Titolo italiano | Prima TV USA      | Prima TV Italia   |
| -- | ------------------ | --------------- | ----------------- | ----------------- |
| 1  | The Party          |                 | 12 settembre 2004 | 30 settembre 2005 |
| 2  | The Secret         |                 | 19 settembre 2004 |                   |
| 3  | The Picture        |                 | 26 settembre 2004 |                   |
| 4  | The Book Club      |                 | 10 ottobre 2004   |                   |
| 5  | The Pal            |                 | 17 ottobre 2004   |                   |
| 6  | The Rep            |                 | 7 novembre 2004   |                   |
| 7  | The Pink Guitar    |                 | 28 novembre 2004  |                   |
| 8  | The 66th Day       |                 | 2 gennaio 2005    |                   |
| 9  | The List of Kissed |                 | 9 gennaio 2005    |                   |
| 10 | The B Word         |                 | 16 gennaio 2005   |                   |
| 11 | The Little Sister  |                 | 30 gennaio 2005   |                   |
| 12 | The Partner        |                 | 13 febbraio 2005  |                   |
| 13 | The Bar Mitzvah    |                 | 6 marzo 2005      |                   |